# Agostinho Neto
António Agostinho Neto (Ícolo e Bengo, 17 de setembro de 1922 – Moscovo, 10 de setembro de 1979) foi um médico, escritor e político angolano, principal figura do país no século XX.
Foi Presidente do Movimento Popular de Libertação de Angola e em 1975 tornou-se o primeiro Presidente de Angola até 1979. Em 1975-1976 foi-lhe atribuído o Prémio Lenine da Paz.
Fez parte da geração de estudantes africanos que viria a desempenhar um papel decisivo na independência dos seus países naquela que ficou designada como a Guerra Colonial Portuguesa. Foi preso pela Polícia Internacional e de Defesa do Estado (PIDE), a polícia política do regime Salazarista então vigente em Portugal, e deportado para o Tarrafal, uma prisão política em Cabo Verde, sendo-lhe depois fixada residência em Portugal, de onde fugiu para o exílio. Aí assumiu a direcção do Movimento Popular de Libertação de Angola (MPLA), do qual já era presidente honorário desde 1960. Em paralelo, desenvolveu uma notável actividade literária, escrevendo nomeadamente poemas.
No dia 17 de Setembro, Angola celebra o Dia do Herói Nacional, comemorando o dia em que Agostinho Neto nasceu.

## Biografia

### Juventude (1922–1948)
Nasceu a 17 de setembro de 1922 em Caxicane, freguesia de São José, concelho de Ícolo e Bengo, numa comunidade colonial moderadamente próspera focada na horticultura e na pesca. O distrito, que no fim do século XIX, era o centro do metodismo em Angola, floresceu sob comando do bispo metodista de Luanda, que era maçom, e ganhou favor do regime Republicano em Portugal, governado por maçons após 1910. O seu pai, Agostinho Pedro Neto, era um catequista de missão metodista estadunidense em Luanda, sendo mais tarde pastor e professor nos Dembos, que conseguiu colocá-lo no primeiro degrau da escada do sistema de educação, que permitiu a ida de Agostinho, posteriormente, a Coimbra e a sua graduação como médico na Universidade de Lisboa; e de Maria da Silva Neto, professora das escolas primárias da região.
Quando Agostinho Neto tinha quatro anos, deu-se o golpe de Estado que transformou Portugal numa ditadura militar; e em 1932 é concedido a António Salazar poder ditatorial. Durante o seu regime, as despesas governamentais, especialmente nas colónias, foi extremamente reduzida; e levou-as a subsidiar a metrópole. A escravidão e a exportação de escravos fora ilegalizada em 1910; contudo, regimes de trabalho análogos à escravidão foram continuados, como o sistema de trabalho compulsório e violentos castigos físicos para inadimplentes. Apenas 1% da população negra de Angola era considerada "civilizada" ou "assimilada", a qual Agostinho pertencia; e, consequentemente, estava isento de obrigações de trabalho e de impostos sobre os salários ganhos em condições duras. Agostinho fraternizava com os seus contemporâneos brancos e mestiços; e casou posteriormente com Maria Eugénia, uma mulher branca, foi pai de três crianças mestiças. Mais tarde, a integração de Agostinho no mundo lusófono levou a problemas com puristas anticoloniais.
Ao seus pais mudarem-se para Luanda obtém, em 10 de junho de 1934, o certificado da escola primária, e; em 1937 inicia seus estudos secundários no Liceu Salvador Correia, concluindo os mesmos em 1944.
Após concluir o liceu, foi contratado pelos governos-gerais do Estado da África Ocidental para servir como funcionário dos serviços de saúde, no Malanje e no Bié, neste tempo ampliando sua visão do problema colonial.

### Luta anticolonial (1948–1975)

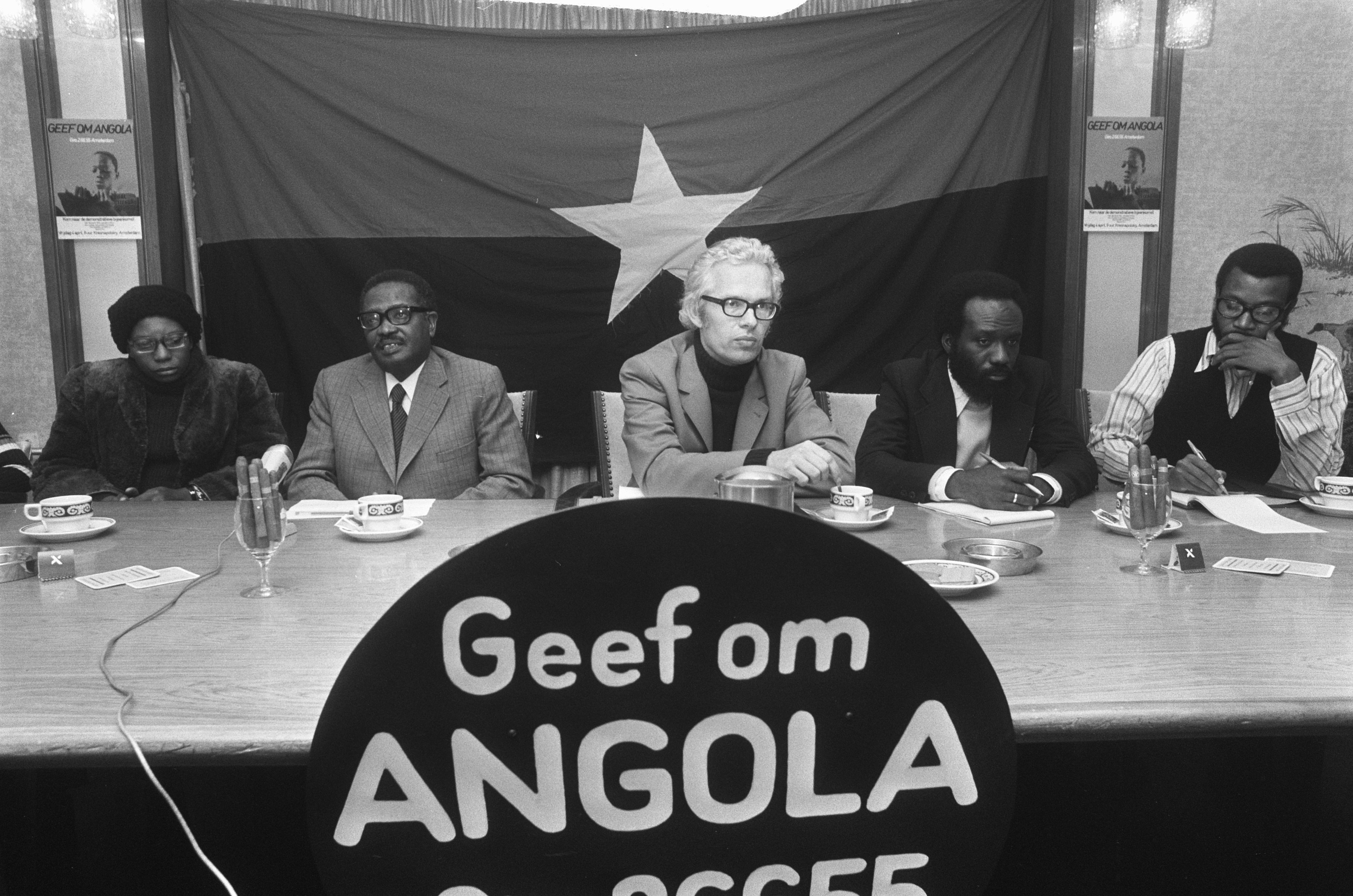
Ladeados por assessores, Neto e o ativista anticolonial neerlandês Sietse Bosgra dão coletiva de imprensa em Amesterdão, em 1 de abril de 1975.

Deixa Angola e embarca para Portugal, a fim de frequentar a Faculdade de Medicina da Universidade de Coimbra. Em Coimbra torna-se um dos fundadores da secção da Casa dos Estudantes do Império (CEI). Na CEI funda a revista Movimento, em colaboração com Lúcio Lara e Orlando de Albuquerque, e o grupo "Vamos Descobrir Angola", que deu origem ao "Movimento dos Novos Intelectuais de Angola".
Em 1948 ganha uma bolsa de estudos pelos metodistas estadunidenses, transferindo sua matrícula para a Faculdade de Medicina da Universidade de Lisboa, continuando sua atividade no seio da CEI.
A educação de Neto conduziu-o à literatura, com as primeiras poesias publicadas em 1948. A escrita em prosa era perigosa para autores com aspirações nacionalistas. Contudo a poesia, rica em figuras de linguagem, colaborava para a divulgação subversiva. Em 1950 foi preso pela Polícia Internacional e de Defesa do Estado (PIDE), em Lisboa, quando recolhia assinaturas para a Conferência Mundial da Paz ficando encarcerado durante três meses. Ao ser solto, Agostinho Neto, em parceria com Amílcar Cabral, Mário de Andrade, Marcelino dos Santos e Francisco José Tenreiro fundam, clandestinamente o Centro de Estudos Africanos (a instituição viria a ser fechada pela PIDE em 1951).
Em 1951 é eleito representante da Juventude das Colônias Portuguesas (JCP) junto ao Movimento de Unidade Democrática - Juvenil (MUD-J), grupo fortemente ligado ao Partido Comunista Português (PCP). As atividades no JCP rendem-lhe uma nova prisão pela PIDE, em Lisboa, em 1951. Em 1955 foi novamente preso por suas atividades políticas no JCP e no MUD-J, sendo condenado a 18 meses de encarceramento. Esta última mobilizou muitos intelectuais em seu apoio, que fizeram uma petição internacional a pedir a sua libertação, entre eles Simone de Beauvoir, François Mauriac, Jean-Paul Sartre e o poeta cubano Nicolás Guillén.
Libertado em julho de 1957, dedicou-se em finalizar seus estudos, licenciando-se em Medicina pela Faculdade de Medicina da Universidade de Lisboa, em 27 de outubro de 1958. Especializa-se em pediatria no Hospital de Dona Estefânia e em medicina tropical do ultramar lusitano pelo Instituto de Higiene e Medicina Tropical.
Ainda estava encarcerado quando, em 10 de dezembro de 1956, funda-se o Movimento Popular de Libertação de Angola (MPLA), a partir da fusão inicial dos grupos nacionalistas Partido da Luta Unida dos Africanos de Angola e Partido Comunista Angolano. Em 1959 passa a integrar o Movimento Anticolonial (MAC), embora que desde que liberto, em 1957, já tomava parte de suas atividades sem filiação formal, para evitar ser novamente preso.
Em 22 de dezembro de 1959, juntamente com a família, ruma para Luanda, onde abre um consultório médico, passando a organizar as atividades políticas anticoloniais, ainda pouco efetivas. Já em Luanda, foi convidado para se tornar presidente de um pequeno grupo político denominado Movimento pela Independência de Angola (MINA); mas sugeriu a fusão deste com o MPLA, em janeiro de 1960. Assume a liderança do MPLA neste mesmo ano. Nessa altura, a PIDE capturou um mensageiro com documentos comprometedores, que levou a várias detenções, com os militantes perdendo qualquer forma de contactar com o exterior.
Dado que a PIDE estava estabelecida em Angola desde 1957, baseada inclusive num modelo inspirado na Gestapo da Alemanha Nazi, Agostinho foi capturado a 6 de junho de 1960 por suas atividades políticas em Luanda, e; foi enviado para a cadeia do Algarve em Portugal, sendo pouco depois deportado para o arquipélago de Cabo Verde (a esposa e seu filho o acompanham). A certa altura, foram disseminados rumores pelas autoridades que Agostinho Neto escapara através de um submarino soviético; que assumiu ser uma explicação para o seu desaparecimento caso fosse executado extrajudicialmente. Quando foi capturado as pessoas da sua terra natal organizaram uma marcha em protesto pela sua libertação. As autoridades coloniais responderam violentamente com munição – trinta pessoas foram assassinadas e duzentas feridas no "Massacre de Ícolo e Bengo".
Em Cabo Verde, inicialmente fica instalado na prisão de Ponta do Sol, ilha de Santo Antão, sendo posteriormente transferido para o Campo do Tarrafal, onde fica até outubro de 1961; em ambos os locais – respectivamente na Enfermaria da Ponta do Sol e no Posto Sanitário da Ribeira Grande, e na Delegacia de Saúde do Tarrafal – sua pena acaba sendo comutada em serviço comunitário médico pela PIDE. Agostinho escreve alguns de seus principais poemas enquanto preso. Em 1962, quando estava em prisão domiciliária em Portugal, recusou-se a comparecer em júri e tenta escapar para o Reino Unido. É posto novamente em prisão, sendo encarcerado brevemente no Aljube, em Lisboa, com a pena comutada em serviços médicos para o Hospital de Santa Marta. A forte repercussão internacional por sua prisão leva vários periódicos e intelectuais a fazer campanha contra Portugal, escancarando a Guerra Colonial Portuguesa, que havia iniciado, em Angola, em 4 de fevereiro de 1961. É liberto da prisão em março de 1962.
No ínterim de suas prisões, inicia a luta política e armada, quando, em janeiro de 1961, nos campos de algodão da Cotonang, de uma empresa luso-belga, ocorreu um foco de revolta sindical-laboral na Baixa do Cassange; que levou o regime, com a sua pequena força aérea, a bombardear as aldeias que se recusassem a "plantar algodão para o governador" obedientemente. Em fevereiro, ocorreu uma revolta anticolonial urbana levada a cabo pelo MPLA, onde algumas dezenas de jovens revoltados, armados com sabres de abordagem, atacaram as cadeias de Luanda onde alguns nacionalistas estavam a ser detidos; data que foi posteriormente adotada por Agostinho como o ponto de partida da revolução.
Ao ser liberto, permanece em Lisboa até junho de 1962, quando foge de Portugal com sua família, primeiramente para Rabate (no Marrocos), instalando-se, em seguida, em Quinxassa, onde o MPLA tinha a sua sede no exílio, reassumindo as funções de presidente efetivo do MPLA durante a Conferência Nacional do Movimento (por conta da prisão, era presidente honorário desde 1961). Em 1963 ruma, com a sede do MPLA, para Brazavile em consequência da sua expulsão do Zaire que passou a dar o apoio total á Frente Nacional de Libertação de Angola (FNLA).
Entretanto sua figura jamais foi unanimidade dentro do movimento anticolonial. As fortes divergências que teve com Viriato da Cruz, em 1963, levaram Neto a torturá-lo e humilhá-lo diariamente numa prisão, somente saindo por intervenção de aliados externos da Argélia e China. Outra figura que o questionou fortemente foi Matias Miguéis, sendo que este acabou morto após humilhantes torturas ordenadas por Neto, em 1965; foi enterrado vivo somente com a cabeça para fora, onde lhe jogavam secreções ao mesmo tempo em que recebia golpes.
Passa a coordenar totalmente o núcleo militar do movimento, abrindo as frentes de Cabinda (1963) e do Leste de Angola (1966), período em que o MPLA sustenta a iniciativa de combate no terreno contra os portugueses, conseguindo controlar enormes porções territoriais e limitar a ação dos grupos rivais. Para evitar sabotagens contra seu círculo íntimo, em 1968 transfere a sua família para Dar es Salã, que lá permaneceria até 4 de fevereiro de 1975.
No entanto, entre 1969 e 1971, sua estratégia para o leste angolano e Cabinda passa a receber ataques destrutivos das tropas portuguesas, que começam a tomar terreno e enfraquecer a iniciativa de combate do MPLA. Além disso, a UNITA passa a dispor de melhores armamentos, limitando a expansão do MPLA na mesma zona. Os acontecimentos levam os militantes a por liderança de Neto em questão em 1972. Surge a "Revolta Activa", constituída no essencial por elementos intelectuais, e a "Revolta do Leste", formada pelas forças de guerrilha localizadas no Leste de Angola, lideradas, respectivamente, por Mário de Andrade e Daniel Chipenda. As revoltas contestavam a capacidade política e operacional de Lara e Neto. Neto forma um círculo de confiança ao redor de sua figura, concentrando poderes em Lara, Iko Carreira, Ludy Kissassunda, Henrique Onambwé, Eugénio Nzaji, Lopo do Nascimento, Nito Alves e Saíde Mingas, formando a "Ala Presidencial". As divisões foram superadas num complicado processo de discussão e negociação no Congresso de Lusaca e na Conferência Inter-regional no Lundoji, terminando com a reafirmação da autoridade de Agostinho Neto. Porém, Andrade e Chipenda, além dos importantes nomes de Joaquim Pinto de Andrade e Gentil Ferreira Viana, foram desfiliados do MPLA em 1974. Tais acontecimentos enfraqueceram fortemente o partido no início das negociações de descolonização no mesmo ano.
Em 25 de abril de 1974 acontece a Revolução dos Cravos, em Portugal, ocorrendo o cessar das hostilidades. Em julho de 1974 os líderes do MPLA, da FNLA e da UNITA reuniram-se em Bucavu, no Zaire, onde concordaram em constituir uma unidade política para negociar com os portugueses a concessão da independência de Angola. Em outubro de 1974 o MPLA assina o cessar-fogo da Guerra de Independência de Angola, com o novo regime português reconhecendo o direito das colônias a independência.
Em 1975 é recebido em Luanda, nos preparativos para o Acordo do Alvor, em Portugal, onde é acordado estabelecer um "governo de transição" que inclui o MPLA, Portugal, FNLA e União Nacional para a Independência Total de Angola (UNITA).
Desde fevereiro de 1975 já com combates esporádicos, em março a FNLA declara guerra ao MPLA e iniciam-se efetivamente os conflitos. Agostinho Neto lidera o MPLA na proclamação da independência contra as forças estadunidenses, sul-africanas, zairenses, da FNLA e da UNITA, sendo essas ações o prelúdio da Guerra Civil Angolana.

### Presidência de Angola

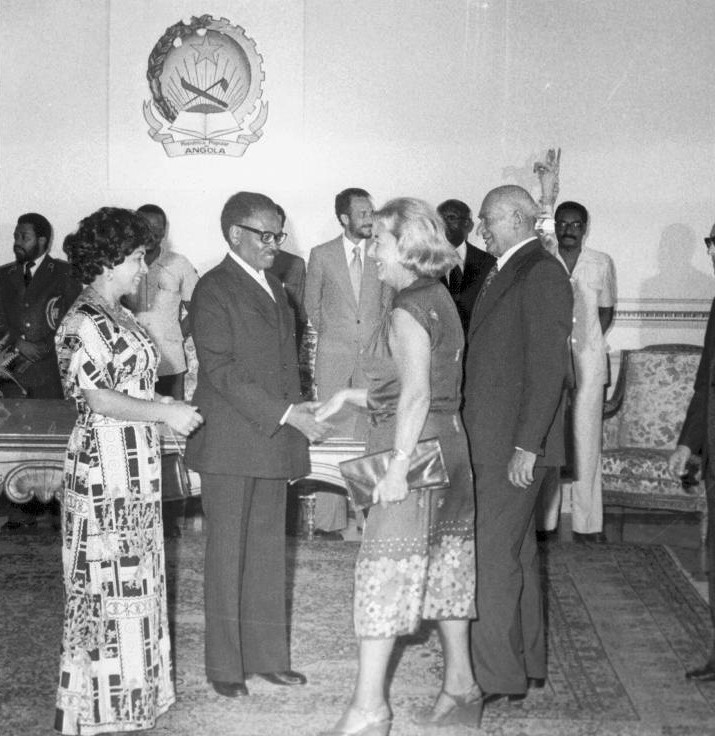
Presidente, Agostinho Neto e Primeira-Dama, Eugénia Neto recepcionam o embaixador da Polónia em Angola, Roman Paszkowski, bem como a embaixatriz Aleksandra, para as festividades do Ano Novo de 1978, em Luanda.

Coordena as Forças Armadas Populares de Libertação de Angola (FAPLA/EPLA) na Campanha para Conquista de Luanda, entre julho de 1975 e setembro de 1976 onde, principalmente durante a batalha de Quifangondo, expulsa as forças rivais que encontravam-se presentes na capital, elemento chave para o sucesso militar da MPLA ante a FNLA e a UNITA.
Em 11 de novembro de 1975 Angola é declarada independente e Agostinho Neto é proclamado seu primeiro presidente, sendo investido por Lara no cargo, continuando Comandante-em-Chefe das FAPLA e Presidente do MPLA. Neto alinha a MPLA ao bloco socialista e estabelece um regime monopartidário, inspirado no modelo então praticado nos países do Leste Europeu.
Na oportunidade, assume, em 11 de novembro de 1975, a função de reitor da Universidade de Angola (actual Universidade Agostinho Neto), ato meramente cerimonial, pois quem de facto regia a instituição era o vice-reitor João Garcia Bires. Em 1975 torna-se também presidente da União dos Escritores Angolanos, cargo que desempenhou até a data do seu falecimento.
Assume o comando militar das FAPLA na Guerra Civil, angariando apoio de Cuba, que envia um grande contingente militar, apoio de pessoal médico e professores. Consegue expulsar de volta às fronteiras, em 1976, o exército da África do Sul.
No ano de 1977 graves conflitos internos no MPLA levaram a uma tentativa de golpe de Estado visando derrubar sua liderança e a linha ideológica por ele defendida no comando do partido; este movimento, oficialmente designado como Fraccionismo, foi reprimido de forma sangrenta, presumivelmente por suas ordens. Os expurgos feitos dentro do seio da MPLA encarcerou muitos ex-militantes na cadeia de São Paulo, em Luanda, e em campos de concentração espalhados por diversos pontos do território angolano. Estes eram aqueles que se haviam oposto à liderança de Agostinho Neto – dos simpatizantes de Nito Alves aos intelectuais da Revolta Activa –, partilhavam celas e desditas com os jovens da Organização Comunista de Angola (OCA), com mercenários portugueses, britânicos e estadunidenses, militares quinxassa-congoleses e sul-africanos, e gente da UNITA e da FNLA. O ex-primeiro-ministro Lopo do Nascimento disse que 30 000 mortes era um exagero, embora ele não tenha negado que muitos jovens morreram alheios aos acontecimentos de 27 de maio.
A tentativa de golpe de Estado leva Neto a promover um congresso em 1977, onde o MPLA é convertido em Partido do Trabalho, com clara linha ideológica marxista-leninista, e sua liderança à frente do movimento ser confirmada.
Antes de sua morte, em 1979, o MPLA já havia se consolidado em Angola, fazendo reduzir a FNLA alguns poucos guerrilheiros, basicamente em território do Zaire, e a UNITA pouco efetiva, dependente do auxílio militar do regime de apartheid sul-africano. Mesmo com o cenário garantido de poder para o partido na data de sua morte, a partir de 1981 a intervenção estrangeira em solo angolano atingiu seu pico e a guerra civil continuou até 2002.

## Morte

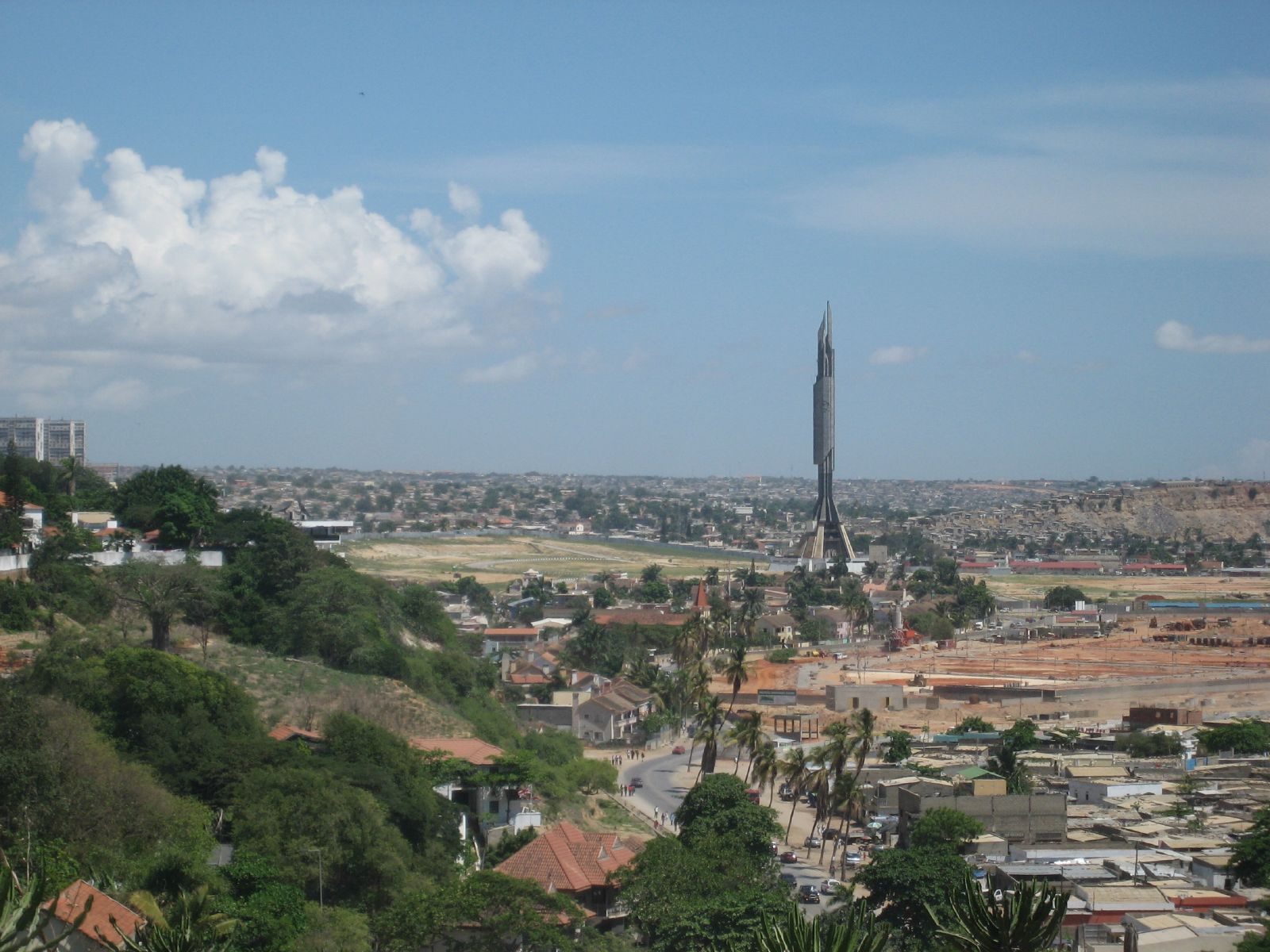
Memorial Dr. António Agostinho Neto, em Luanda, em 2006.

Agostinho Neto morreu num hospital em Moscovo, em 10 de setembro de 1979, no decorrer de complicações ocorridas durante uma operação a um cancro do fígado de que sofria, poucos dias antes de fazer 57 anos de idade. Foi substituído na presidência de Angola e do MPLA por Lúcio Lara, que ficou poucos dias na interinidade até a eleição e posse de José Eduardo dos Santos.
Seus restos mortais estão depositados no Memorial Dr. António Agostinho Neto, um imponente mausoléu localizado na zona da Praia do Bispo, em Luanda.

## Vida pessoal
Casou-se em outubro de 1958 com a escritora, poetisa e jornalista portuguesa Maria Eugénia Neto, que conheceu num círculo de escritores que se reunia em Lisboa, em 1948, na casa de Humberto Machado. Poucos dias após casado com Maria Eugénia, nasce em Lisboa, em 9 de novembro de 1958, o primeiro filho, Mário Jorge da Silva Neto. Em 26 de julho de 1961 nasce a segunda filha do casal, Irene Alexandra da Silva Neto. Em 5 de janeiro de 1964 nasce Leda da Silva Neto, a terceira filha do casal. Mário Jorge é engenheiro aeronáutico e administrador. Irene é médica oftalmologista, administradora e política. Leda, falecida em 2021, foi voleibolista, mestre em economia e funcionária pública bancária.
De acordo com seus filhos, Agostinho Neto nunca lhes atribuiu negócios ou privilégios de qualquer espécie durante a sua presidência, e sua família nunca teve acesso a fundos públicos. Sua viúva alegou que "ele morreu pobre, não teve nem tempo de construir uma casa para sua família".
Em 1973, durante uma de suas poucas visitas como líder anticolonial à Sófia, na Bulgária, Neto relacionou-se com a búlgara Radka Marinova, com quem teve uma filha. A menina nasceu em 26 de fevereiro de 1974 em Lisboa, recebendo o nome Mihaela Radkova Marinova, mas acabou crescendo em orfanatos na Bulgária, uma vez que sua mãe a abandonou em função do forte preconceito no seio da sociedade búlgara da relação com pessoas negras. Após tornar-se presidente, Neto visitou oficialmente a Bulgária, oportunidade em que a mãe da menina contactou Neto e lhe informou da existência desta filha. Neto passou a dar pensão secretamente a Radka Marinova. Porém, Mihaela Marinova só foi localizada pela mãe, com ajuda da polícia, cerca de 15 anos depois de ter ido para os orfanatos búlgaros e já viver com uma família adotiva. Uma vez localizada, o governo búlgaro contatou o governo angolano, e em 1995 o embaixador de Angola em Belgrado, Filipe Felisberto Monimambo "Spartacus", foi numa missão oficial à Sófia para reconhecer a filha de Neto. A família de Neto relutou a reconhecê-la até 1999 – quando já vivia há um ano em Harare, no Zimbábue, por casar-se com um homem daquele país. Foi a tia Ruth Neto e a meia-irmã Leda Neto as primeiras a reconhecer e visitar Mihaela Marinova. Um teste de paternidade realizado em 2013 concluiu que ela é filha de Neto. Mihaela (que é conhecida nos meios desportivos como Michelle Marinova) vive no Reino Unido desde a década de 2000, trabalhando como jogadora profissional de sinuca inglesa e como administradora de empresas.

## Obra literária
Poesia
- 1957 - Quatro Poemas de Agostinho Neto, Póvoa do Varzim;
- 1961 - Poemas - 1ª ed., Lisboa, Casa dos Estudantes do Império;
- 1974 - Sagrada Esperança, Lisboa, Sá da Costa (inclui poemas dos dois primeiros livros);[50]
- 1975 - Poemas - 2ª ed., Lobito, Cadernos Capricórnio 28/29, Opal;
- 1982 - A Renúncia Impossível, Luanda, INALD;
- Aspiração, in.: ANDRADE, Mário Pinto de; TENREIRO, Francisco José. Poesia negra de expressão portuguesa. Linda-a-velha (PT): África - Literatura, arte e cultura, 1993;[50]
- Caminho do mato, in.: FERREIRA, Manuel. No reino de Caliban II. Venda Nova-Amaradora: Plátano Editora, 1988;[50]
- 2016 - Obra poética completa, Lisboa, Fundação Dr. Agostinho Neto.

Política
- 1974 - Quem é o inimigo… qual é o nosso objectivo?;
- 1976 - Destruir o velho para construir o novo;
- 1980 - Ainda o meu sonho.

## Prémios e distinções
Neto é receptor da: Ordem de Amílcar Cabral, Primeira Classe, de Cabo Verde; da Ordem de Playa Girón, de Cuba; da Ordem Nacional do Mérito - Grã-Cruz, da Guiné; da Ordem da Mais Antiga Welwitschia Mirabilis, da Namíbia; da Ordem do Mérito da República da Polónia, Primeira Classe; Comandante Supremo da Ordem dos Companheiros de O. R. Tambo, da África do Sul; Prêmio Lênin da Paz, da União Soviética; Ordem da Estrela Jugoslava, e; Destinatário da Ordem Real de Monomotapa, do Zimbábue.
Em 1970 foi galardoado com o prêmio Lotus, atribuído pela 4ª Conferência dos Escritores Afro-Asiáticos.
Recebeu Doutoramento Honoris Causa póstumo pela Universidade Agostinho Neto em 26 de setembro de 2018.